# Bâtiment principal de la bibliothèque nationale de Lettonie
Le bâtiment principal de la bibliothèque nationale de Lettonie (en letton : Latvijas Nacionālās bibliotēkas galvenā ēka) ou Palais de Lumière (en letton : Gaismas pili), est un édifice construit dans le quartier de Torņakalns à Riga en Lettonie.

## Présentation
Le bâtiment principal de la Bibliothèque nationale de Lettonie est le bâtiment principal de la Bibliothèque nationale de Lettonie (LNB).
Situé au 3, rue Mūkusala iela sur la rive gauche du Daugava, il a été conçu par l'architecte Gunnar Birkerts.
Le nouveau bâtiment a une hauteur de 68,3 mètres, une longueur de 170 mètres et une largeur de 44 mètres
il a été ouvert aux visiteurs le 12 juin 2014, lors de son inauguration officielle.
Le bâtiment sert de centre technologique et d'information pour les bibliothèques lettones. Par conséquent, les clients de la bibliothèque ne sont pas seulement les visiteurs du Palais de Lumière, mais aussi tous les autres citoyens du pays qui utilisent les services des bibliothèques.

## Chiffres clés
La superficie totale du bâtiment est de 45 253 m2, la longueur 170 m, largeur 44 m, hauteur 68,3 m.
Le bâtiment repose sur 8,9 km de pieux, 501 pieux ont été enfoncés dans le sol.
Au total, 44 500 m3 de béton, 5 560 tonnes d'armatures et 300 tonnes d'acier ont été utilisés et 
600 tonnes d'acier inoxydable sont posées sur le toit.
La longueur totale des câbles est de 540 km, celle des canalisations est de 150 km
La superficie de la façade est de 15 300 m2.
Environ 4,2 millions d'heures de travail ont été nécessaires pour construire le bâtiment
Le volume des murs en maçonnerie est de 2 190 m3, la superficie des murs et plafonds en plaques de plâtre est de 12 655 m2 et la surface vitrée de 13 910 m2.
La superficie des planchers surélevés est de 3 707 m2.
Le nombre maximum de travailleurs employés simultanément pendant la construction fut de 450 personnes.

## Histoire
Déjà en 1928, la nécessité de construire un bâtiment pour les besoins de la Bibliothèque nationale de Lettonie avait été évoquée pour la première fois.
En 1988, la décision du Conseil des ministres de la LPSR a été adoptée concernant la construction du bâtiment de la Bibliothèque nationale de Lettonie, ainsi que l'emplacement du bâtiment - sur la rive gauche du Daugava, entre le pont de pierre et le pont ferroviaire.
En 1988, un concours pour des prpositions ou des croquis du complexe de la bibliothèque a eu lieu, qui s'est terminé sans résultat, car aucune des trois propositions soumises ne répondait aux exigences.
En 1989, le Conseil des ministres de la République socialiste soviétique de Lettonie a soutenu la proposition de confier le développement du projet de construction de la bibliothèque au groupe d'architectes de l'institut Pilsētprojekts (lv) sous la direction des architectes Modras Ģelžas et  Gunāras Birkerts, en tenant compte de sa grande expérience dans la conception des objets uniques, notamment des bibliothèques.
La forme extérieure du bâtiment du Palais de lumière est basée sur la montagne de verre avec la princesse mourante dans la pièce de Rainis intitulée « Le Cheval d'Or » (Zelta zirgs (lv)), sur laquelle monte le héros de conte de fées Antiņš,, le nouveau bâtiment devant être terminé en mai 2014, année où Riga est capitale européenne de la culture.
Le coût total du bâtiment de la Bibliothèque nationale de Lettonie était de 268 millions d'euros,.
Au premier semestre 2015, les événements officiels de la présidence lettone du Conseil de l'Union européenne ont eu lieu dans le bâtiment principal de la Bibliothèque nationale de Lettonie.
Le 10 mai 2016, dans la salle de lecture des sciences humaines et sociales, au 2ème étage de la Bibliothèque nationale de Lettonie, en présence du président de la République de Lettonie Raimonds Vējonis, de l'ambassadeur de Géorgie en Lettonie Teimuraz Džanjali et de l'ambassadeur des États-Unis en Lettonie Nancy Bikoff Pettit, une œuvre d'art, intitulée «drapeau letton», a été érigée.
L'œuvre d'art, créée par l'artiste américain d'origine géorgienne David Datuna, est un cadeau fait à la Lettonie à l'occasion de son 97e anniversaire.
Le 29 août 2023, le bâtiment principal de la Bibliothèque nationale a obtenu le statut de monument architectural d'importance nationale.

## Galerie

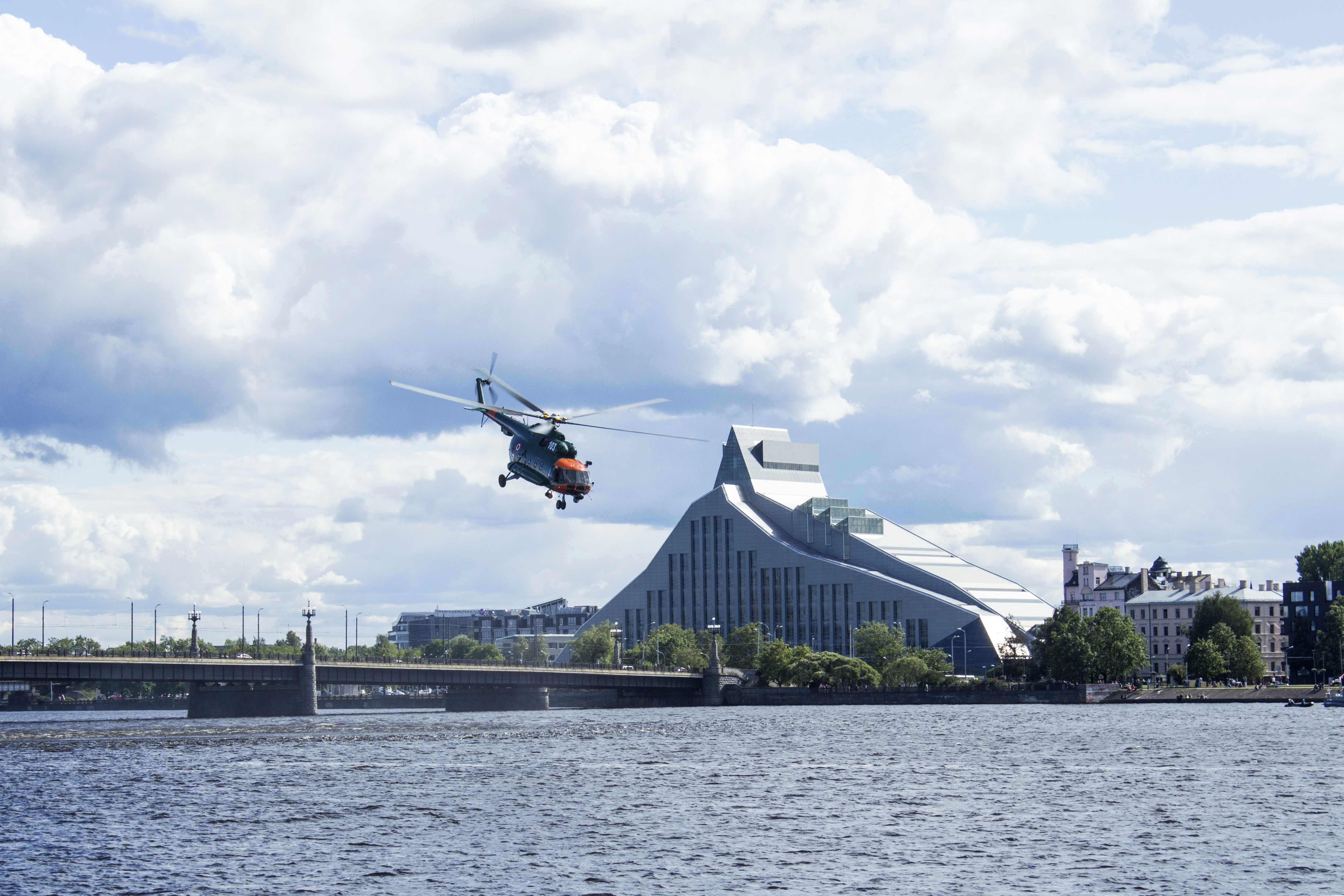
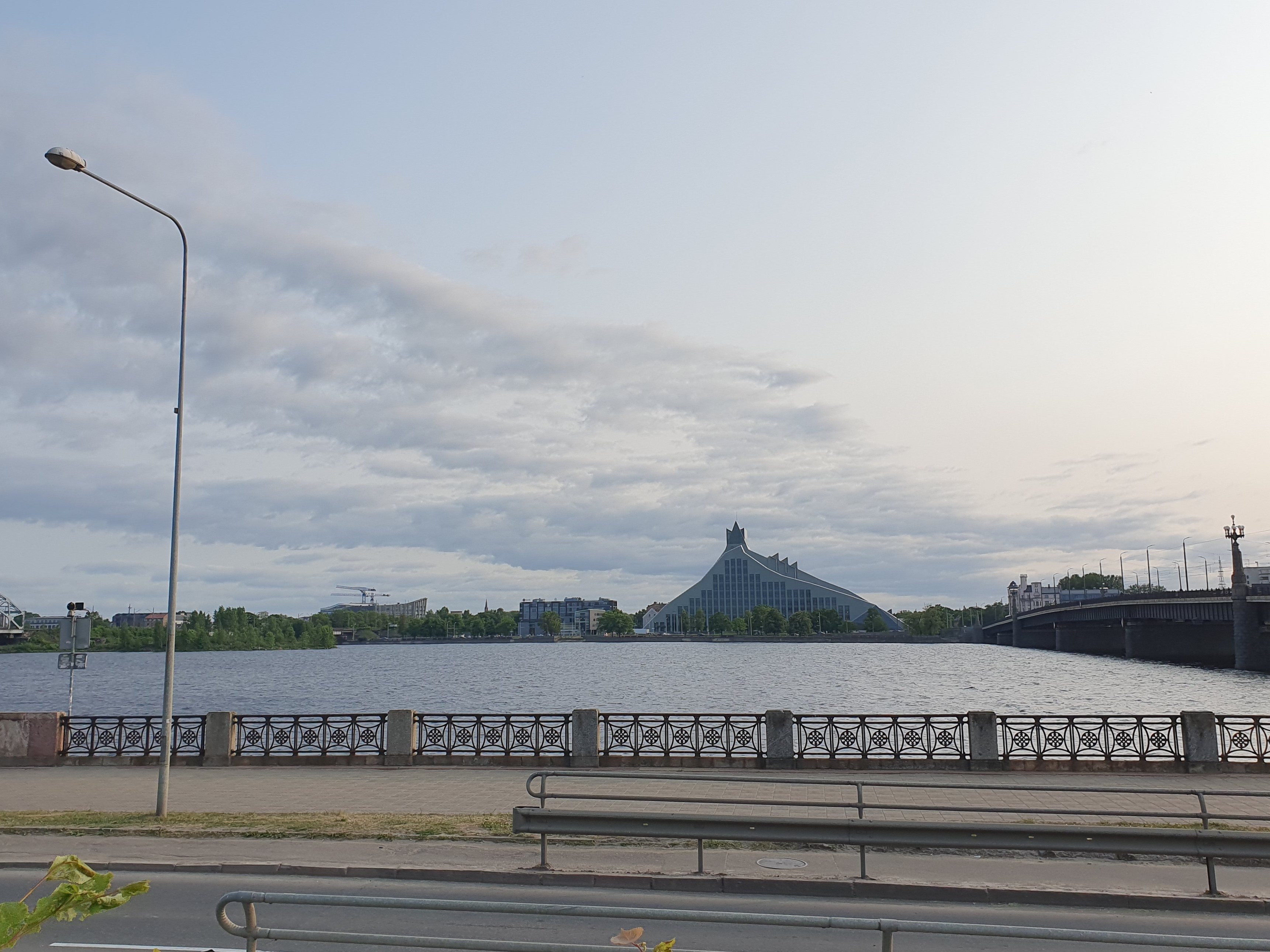
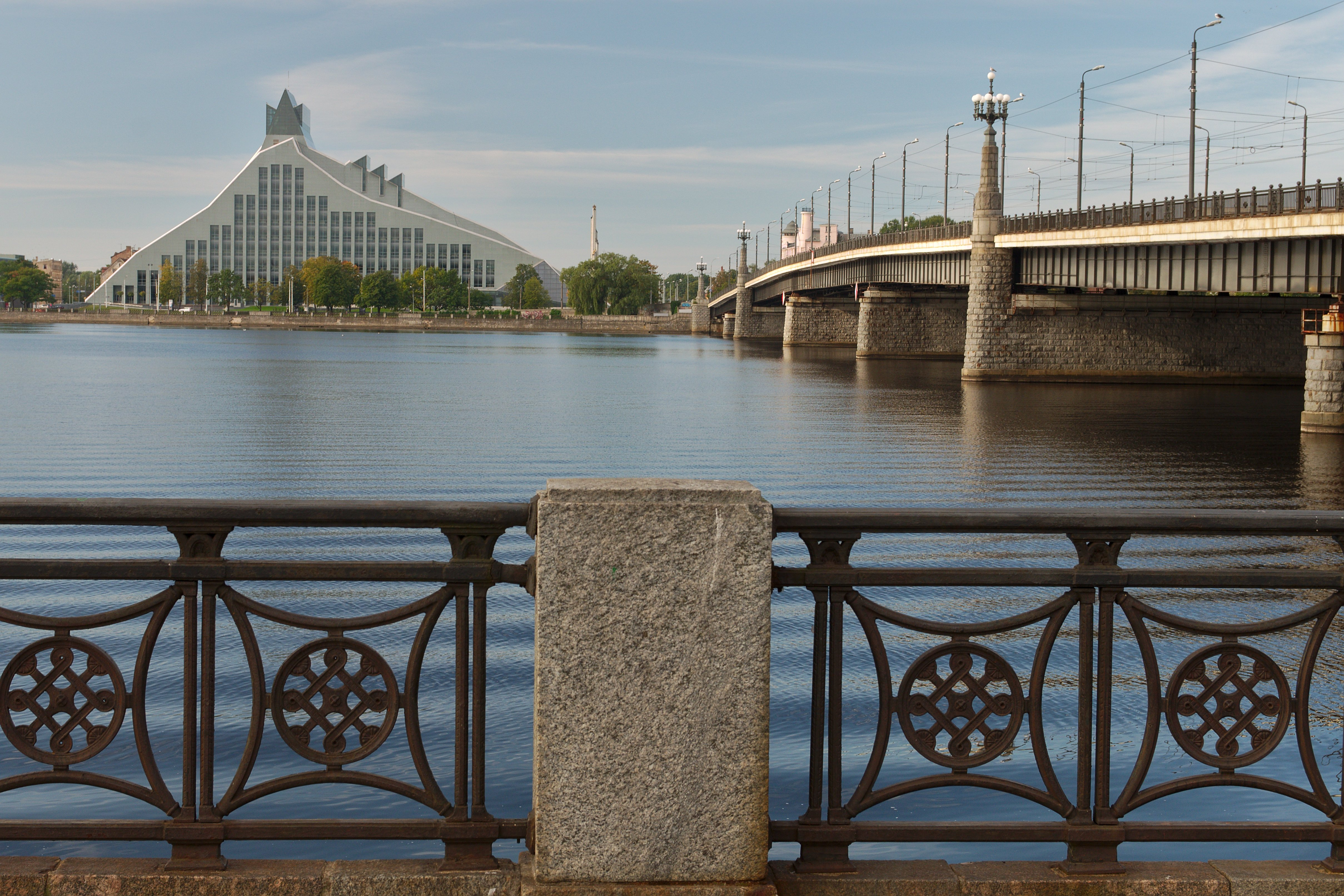
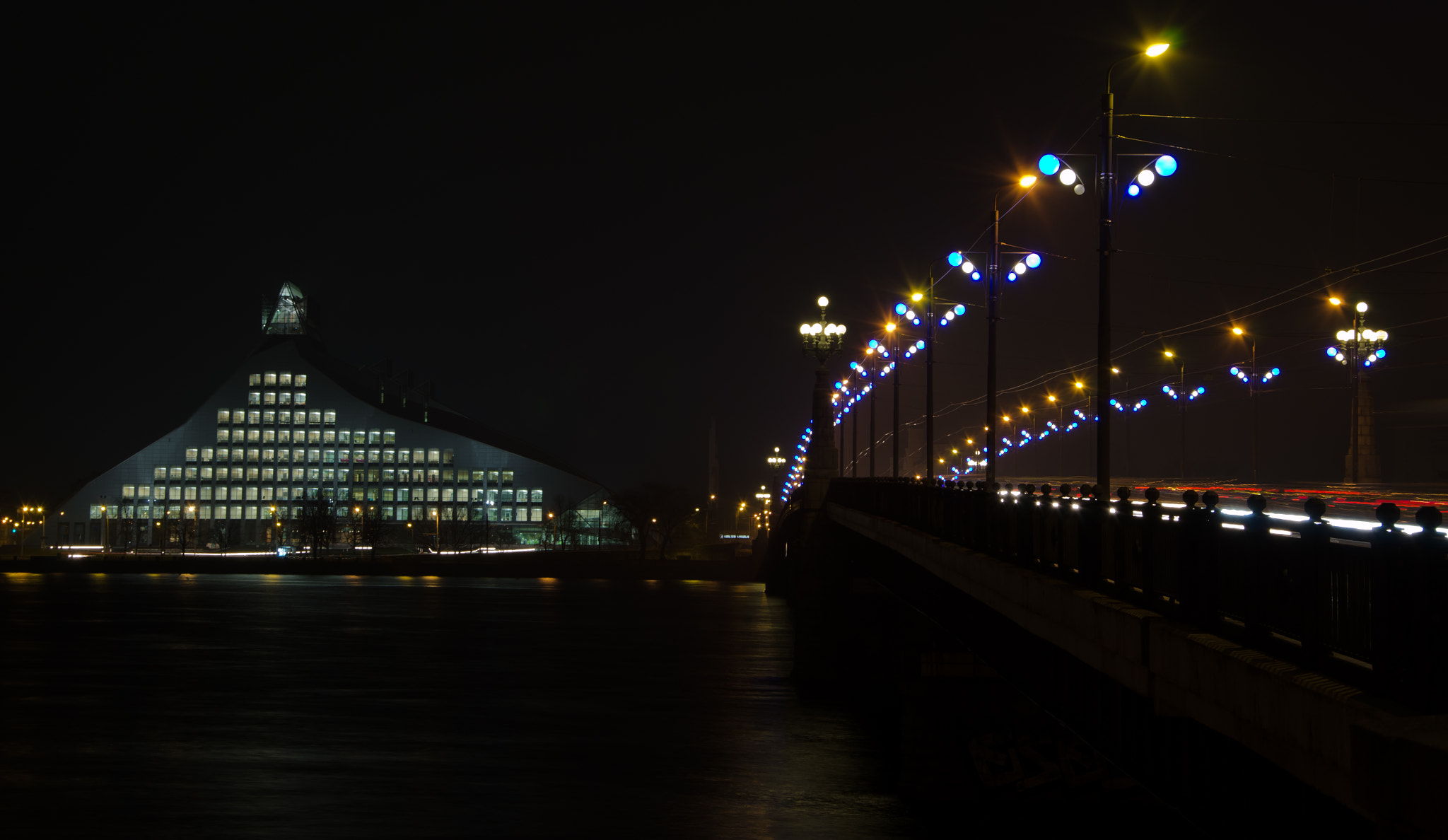
La bibliothèque de nuit.

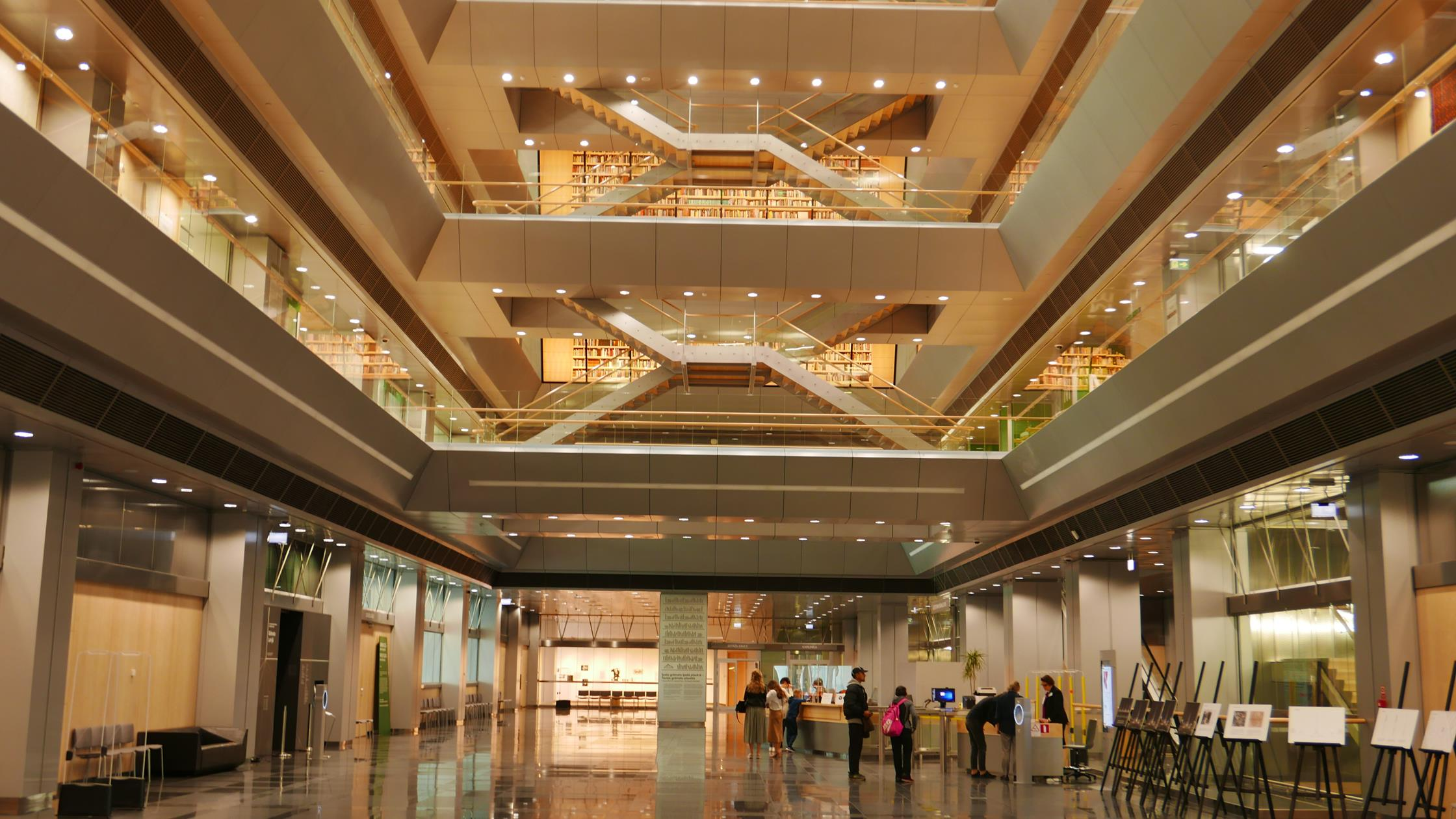
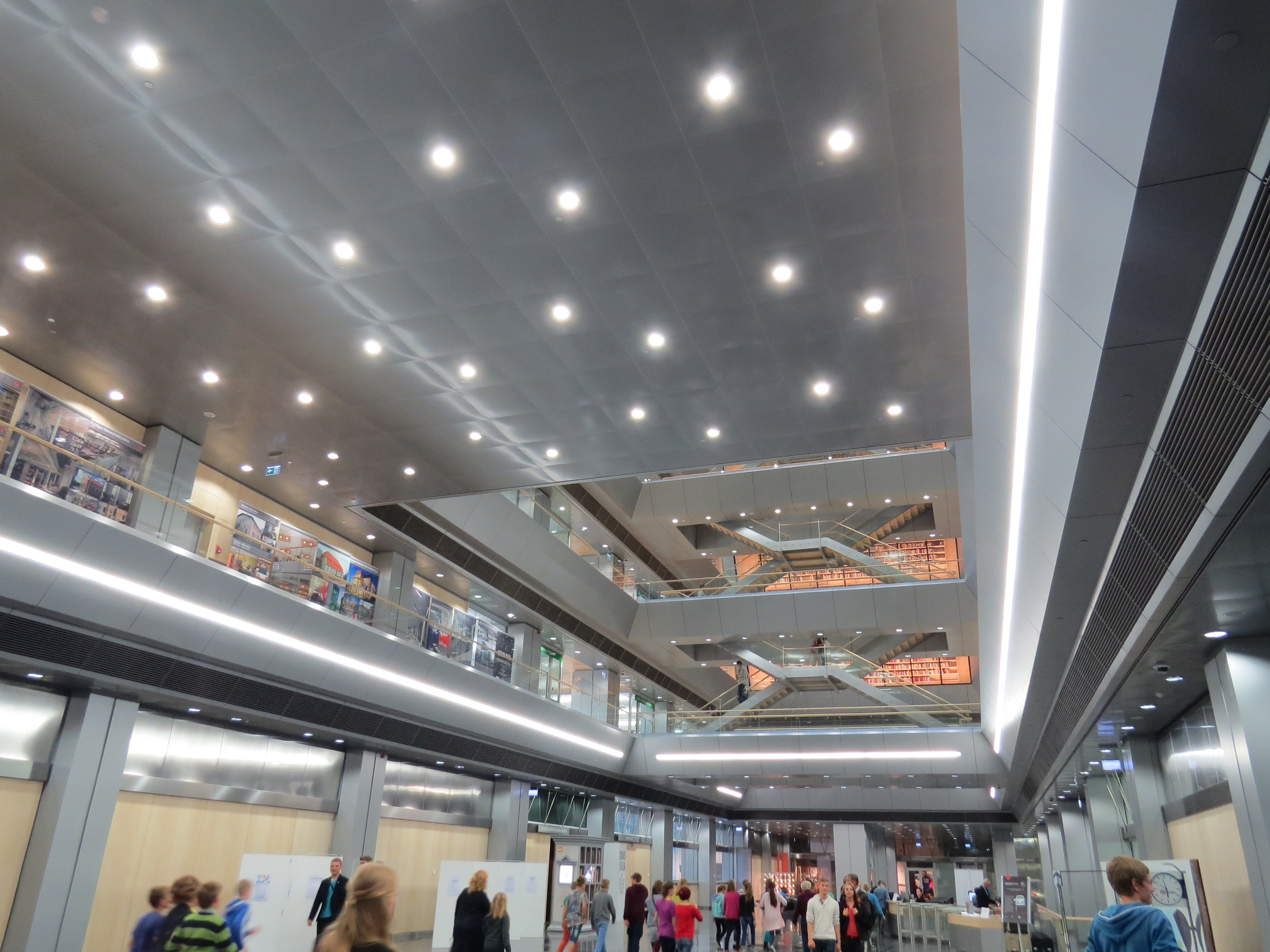
Le rez-de-chaussée.
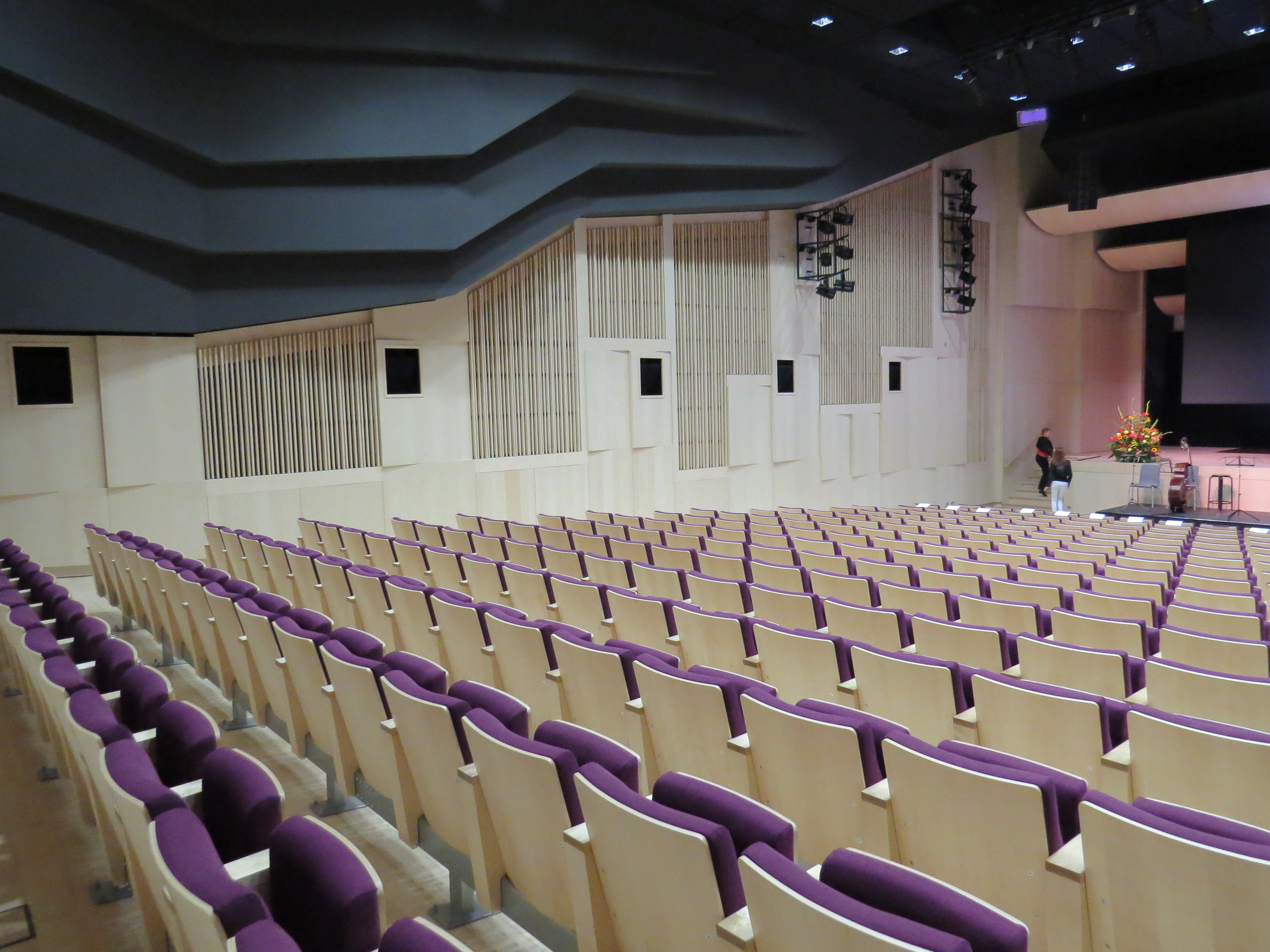
La salle de concert.
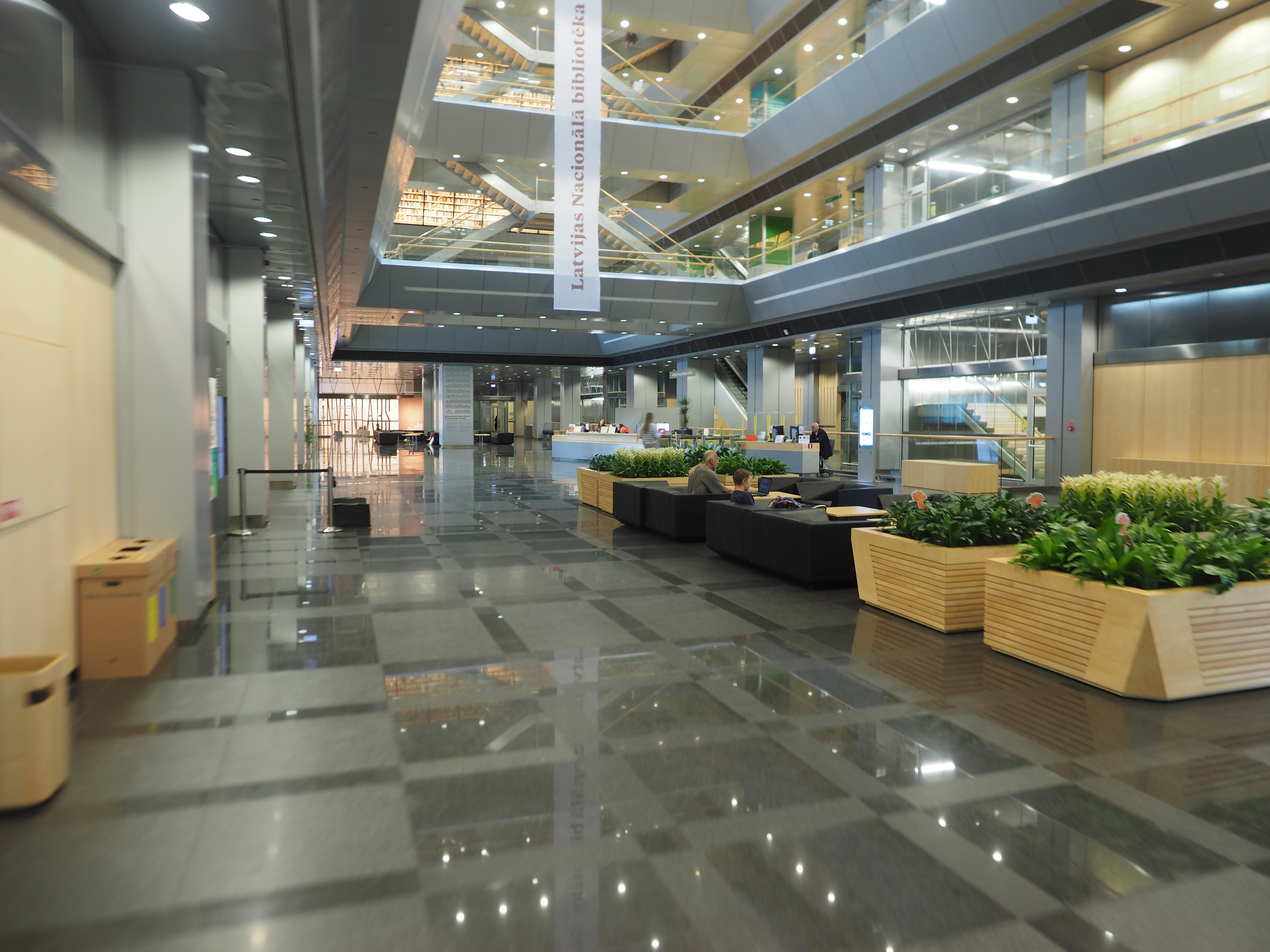
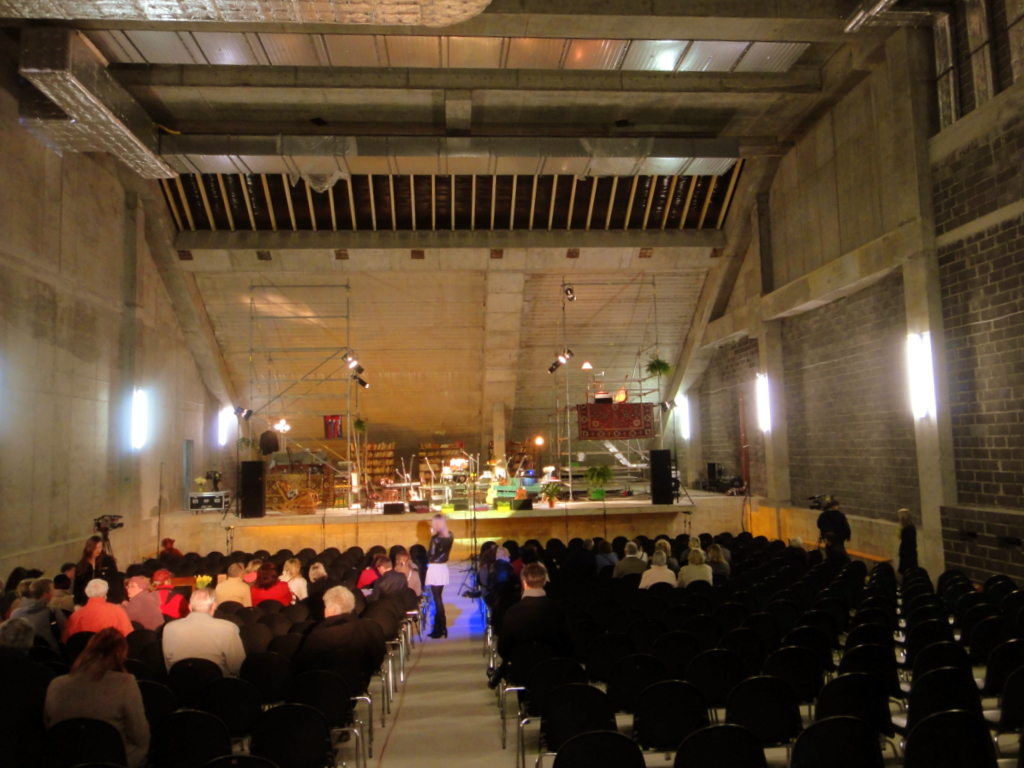